# 三沙2号
三沙2号是三沙设市后建造的第二艘交通补给船，抗风等级10级，相比“三沙1号”具备综合运输补给、行政管辖、军地融合、应急救援指挥、紧急医疗救助和岛礁科学考察等六大功能，是国家海上紧急医学救援基地建设项目之一。